# 찌아
찌아(네팔어: चिया)란 네팔 요리 중 하나이며, 아침 때 주로 먹는 차이다.

## 재료
- 찻잎을 우려낸 물
- 우유
- 설탕
- 계피 가루

## 마시는 시간
네팔 사람들은 이 차를 아침에 한 잔, 점심시간에 한 잔, 저녁 무렵에 한 잔. 이렇게 해서 하루동안 세 잔을 마신다.